# Aristida villosa
Aristida villosa là một loài thực vật có hoa trong họ Hòa thảo. Loài này được B.L.Rob. & Greenm. mô tả khoa học đầu tiên năm 1895.